# Ларек (остров)
Ларек (перс. لارک‎) — иранский остров в Персидском заливе, расположенный в Ормузском проливе поблизости с островами Кешм, Ормуз и Хенгам, а также крупным городом Бендер-Аббас на материке. У острова есть красивый коралловый и песчаный берег. Расстояние от Ларека до Бендер-Аббаса — около 45 км, а до Кешма — 18 км.

## История
Вильям Винсент отождествляет Ларек с античной Органой, неровным и пустынным островом, однако большинство учёных отождествляют Органу с Ормузом. Вильгельм Томашек уверенно отождествляет остров Ларек с Агеданой, отмеченной у Гераклиоты Маркианус. О нём говорилось, что там производилось много свинцовой руды. В XIX веке было отмечено, что на острове существуют запасы бурого железняка.
В ходе осады Ормуза португальским адмиралом Афонсу де Албукерки один из его четырёх кораблей был отправлен охранять Ларек как главный источник пресной воды для португальской эскадры, поскольку колодцы Кешма были загрязнены гнилыми сардинами. Остров в первый раз появляется на португальских картах в 1510 г. (картограф Педро Рейнел). Также он появляется на картах Бартоломеу Велью (1560 г.) и Лазаро Луиса (около 1563 г.). Небольшая почти квадратная крепость с четырьмя бастионами была построена португальцами рядом с берегом на севере Ларека в конце 1550-х гг. По всей видимости, её соорудил военный архитектор Инофре де Карвалью. К португальскому капитану Ормуза обратилось арабское племя нахиль с просьбой переселиться на необитаемый тогда Ларек, что им было позволено, с условием защищать Ормузский пролив от атак пиратов Макрана. Точная дата их переселения неизвестна.
В декабре 1622 г. Пьетро делла Валле, посетив Ормуз на английском корабле, остановился в Лареке на короткое время и увидел остатки опустевших домов, разрушенных пиратами Макрана. В 1624 г. шах Аббас попросил помощи у голландцев для отвоевания Ормуза, Ларека и близлежащих островов, которая была ему оказана, и в результате контроль Ирана над островом был восстановлен. Опасаясь атаки англичан и португальцев, губернатор Бендер-Аббаса укрепил крепость Ларек в 1665 г.; позднее она была укреплена и в 1683 г.
В 1717 г. Ларек был захвачен оманцами, а в 1720 г. после падения династии Ярубидов и гражданской войны в Омане Сефевиды смогли восстановить контроль над островом. В 1729 г. остров заняли португальцы, однако вскоре его потеряли. В 1765 г. Лареком владело племя Бану-Моин с острова Кешм. В начале XIX в. роды дибба, лима и комзар из племени шехлух имели тесные связи с Лареком, который экспортировал соль, необходимую в рыботорговле, на полуостров Мусандам, в Оман и Кешм. Лейтенант Вайтлок писал, что Ларек редко посещали, и он был населён порядка 100 рыбаками, которые проживали в жалких лачугах, на острове также располагались стены когда-то мощной крепости. Он отмечал, что жители Ларека напоминают племя, проживающее около Рас-Масандам, с которым поддерживают дружеские отношения. Они живут на рыбе и финиках. Никакая часть острова не возделывается, и небольшое количество скота, которое разводят местные жители для молока, обычно ест ту же еду, что и их хозяева. 11 января 1897 г. Ларек пострадал в результате серьёзного землетрясения, и некоторые жители погибли. В 1908 г. на острове насчитывалось около 200 человек из племени захурин. Впоследствии на острове был построен нефтеперерабатывающий завод, разрушенный в мае 1987 г. иракскими войсками, очевидно, с помощью Саудовской Аравии.

## Население
И сегодня остров — почти пустой, на нём есть только несколько деревень с немногочисленными жителями, число которых может составлять несколько сот человек.

## Фауна
В XVII веке европейские путешественники сообщали, что на острове полно коз, а в XIX веке там было обнаружено много газелей.